# Sojat
Sojat är en ort i Indien.   Den ligger i distriktet Pāli och delstaten Rajasthan, i den nordvästra delen av landet, 500 km sydväst om huvudstaden New Delhi. Sojat ligger 280 meter över havet och antalet invånare är 42 556.
Terrängen runt Sojat är platt, och sluttar västerut. Runt Sojat är det ganska tätbefolkat, med 104 invånare per kvadratkilometer. Det finns inga andra samhällen i närheten. Trakten runt Sojat består till största delen av jordbruksmark.